# Bombus melanurus
Bombus melanurus es una especie de abejorro, perteneciente al subgénero Subterraneobombus.
Este abejorro se distribuye por Anatolia, Armenia y el norte de Irán. Su hábitat se encuentra a gran altura, rondando los 2000 m. Aunque esta cifra ha variado, ya que distintos naturalistas señalan intervalos distintos, desde 2100 a 2900m y desde 1750 a 3500m aunque su presencia está confirmada entre los 1950 y 2855m. El hábitat de este abejorro son estepas, hábitats alpinos y subalpinos, donde se alimenta de una gran variedad de plantas, algunos ejemplos serían plantas del género Astragalus, Campanula, Carduus, Trifolium y Jurinella.

## Descripción
Es un abejorro con llamativos colores, es fácil de reconocer ya que no se parece a ningún otro abejorro de la región. Su cabeza es negra su tórax es de un llamativo amarillo, una línea negra separa su tórax de su abdomen. Este es amarillo, excepto la última tergita metasomal (división del abdomen), que está cubierta de vello negro.